# Michele Foschini
Michele Foschini (Guardia Sanframondi, 14 settembre 1711 – 1770  circa) è stato un pittore italiano, attivo in stile tardo barocco.
Studiò con Nicola Maria Rossi, allievo di Francesco Solimena. Famoso per la sua quadratura, dipinse sia ad affresco che ad olio per le chiese di Napoli e alcune stanze del Casinò Reale di Portici. Dipinse affreschi  per la chiesa dei Padri di San Giovanni di Dio (1732) e per il soffitto di Santa Maria della Pace (1738), entrambe situate a Napoli.